# بارتلي (فرجينيا الغربية)
بارتلي هو منطقة سكنية تقع في مقاطعة ماكدويل، فرجينيا الغربية، الولايات المتحدة. تقع على طول خط سكة حديد نورفولك والغرب. في تعداد عام 2020، بلغ عدد سكانها 146 نسمة (انخفض من 224 نسمة في تعداد عام 2010 ). وفقاً لنظام معلومات الأسماء الجغرافية، كانت بارتلي تُعرف أيضًا باسم بارتليت وبيريفيل.

## التاريخ
يشتق اسم المجتمع من اسم بارتلي روس، المالك الأصلي لموقع المدينة. 

### كارثة التعدين
حدثت في بارتلي أحدى أخطر الكوارث التي شهدتها المناجم في التاريخ الأمريكي، إذ انفجر منجم بوند كريك رقم 1، الذي تملكه شركة بوكاهونتاس للفحم، في الساعة 2:30 مساءً من يوم 10 يناير 1940.  قتل جرّاء الانفجار واحد وتسعون عامل مناجم. ولم يتأثر الجانب الغربي من المنجم، فنجا 37 رجلاً من الإصابة، كما لم يتأثر 10 رجال آخرين كانوا أسفل البئر، إذ كانت مهتمهم إنزال الرجال داخل المنجم. بعد سبع ساعات من الانفجار الأول، وبينما كان الرجال يعملون على إنقاذ زملائهم من عمال المناجم، وقع انفجار ثانٍ، ما أدى إلى إنهاء جهود الإنقاذ لـ 91 رجلاً مفقودًا.
بعد التحقيق، تبين أن سبب الانفجار هو جيب غاز تراكم أثناء الوردية، واشتعل بسبب شرارة مجهولة المصدر. على مدار تاريخه، شهد المنجم ظروفاً شبيهة من تكوّن الغازات الخطيرة. وضع نصب تذكاري للرجال التسعين في الكنيسة الميثودية المتحدة المحلية الواقعة في بارتلي.